# عبد الرزاق (كليبر)
عبد الرزاق هي قرية في مقاطعة كليبر، إيران. عدد سكان هذه القرية هو 321 في سنة 2006.